# 여랑 (영화)
"여랑"은 한국에서 제작된 김묵 감독의 1971년 영화이다. 김희라 등이 주연으로 출연하였고 김태수 등이 제작에 참여하였다.

## 출연

### 주연
- 김희라
- 오유경